# Вентиляційні труби

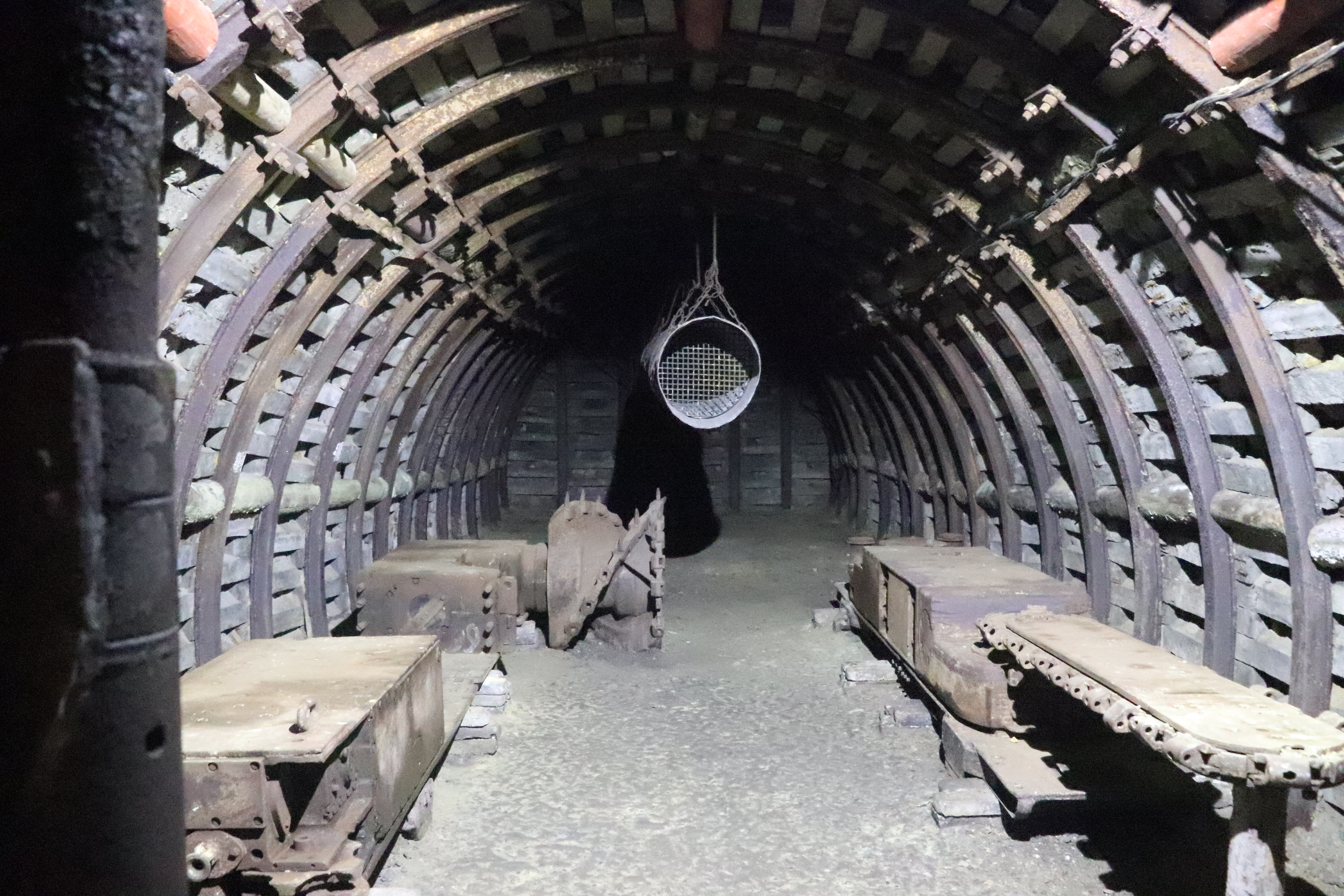
Вентиляційна труба у гірничій виробці.

Вентиляційні труби (гірництво) — труби для транспортування свіжого повітря до вибою та забрудненого від вибою. Вентиляційні труби виготовляються з дерева, металу, тканини та різних штучних матеріалів.
У гірничодобувній промисловості герметична труба, яка використовується для подачі свіжого повітря (вентиляції) — особливий тип повітропроводу. Діаметри проток дуже різні. До середини 20 століття діаметр протоки становив від 200 до 800 міліметрів, залежно від потреб. Через дедалі довші траси зі спеціальною вентиляцією необхідно використовувати повітроводи з дедалі більшим діаметром. У другій половині 20 століття діаметр протоки становив до 1400 міліметрів. В крайньому випадку сьогодні використовуються повітроводи діаметром 2400 міліметрів.